# Johannes Böttner
Johannes Böttner (Greußen, 3 settembre 1861 – Francoforte sull'Oder, 28 aprile 1919) è stato un botanico tedesco.
Creò delle nuove cultivar di rose (Natalie Böttner, Frankfurt e Fragezeichen) e verdure: asparagi (Böttners Riesen), fragole (Flandern, Deutsch-Evern e Sieger) e rabarbaro (Böttners Treibsalat).